# Yehudi Menuhin School
La Yehudi Menuhin School è una scuola di musica specializzata nel Surrey, in Inghilterra, fondata nel 1963 dal violinista Yehudi Menuhin. L'attuale direttore della musica è Òscar Colomina i Bosch. La scuola è una delle cinque scuole musicali istituite per bambini in età scolare nel Regno Unito, insieme alla Chetham's School of Music, alla Wells Cathedral School, alla Purcell School e alla St. Mary's Music School di Edimburgo.

## Storia
Yehudi Menuhin fondò la scuola per fornire un ambiente e lezioni per bambini musicalmente dotati provenienti da tutto il mondo per perseguire il loro amore per la musica, sviluppare il loro potenziale musicale e raggiungere standard di esecuzione su strumenti a corda e pianoforte al più alto livello. La Scuola di oggi offre una formazione olistica musicale e accademica per circa 85 ragazzi e ragazze musicalmente dotati, di età compresa tra 8 e 19 anni, con lezioni speciali sugli strumenti a corda, il piano e la chitarra classica. La maggior parte degli alunni della scuola sono convittori, con circa una dozzina di alunni al giorno, soprattutto nelle fasce di età più giovane.
È ambizione della scuola di essere svincolata dalla loro possibilità di pagare i costi della frequenza nel suo processo di ammissione. I genitori pagano le tasse in base alle loro possibilità e circa tre quarti vengono finanziati dal Progetto di musica e danza del Dipartimento per l'istruzione e i rimanenti assistiti dalle borse di studio della scuola.
La scuola è un'organizzazione di beneficenza secondo la legge inglese.

## Ex allievi degni di nota
- Levine Andrade
- Nicola Benedetti[6]
- Halli Cauthery
- Bobby Chen
- Beverley Davison
- Cheryl Frances-Hoad
- Tasya Hodges
- Alina Ibragimova[7]
- Aleksey Igudesman
- Hyung-ki Joo
- Tasmin Little[6]
- Jacob Shaw
- Wu Qian
- Alexander Sitkovetsky
- Valeriy Sokolov
- Kathryn Stott[7]
- Marius Stravinsky